# Волегов, Игнатий Каллиникович
Игна́тий Калли́никович Во́легов (иногда Калинникович; 18 (30) декабря 1888, д. Волегово, Кунгурский уезд, Пермская губерния, Российская империя — 7 декабря 1966, Джелонг, Австралия) — поручик Русской императорской армии, кавалер ордена Святого Владимира, командир белогвардейского партизанского отряда времён Гражданской войны, автор воспоминаний о Сибирском Ледяном походе Белой армии (1920—1922).

## Биография
Родился 18 (30) декабря 1888 года в деревне Волегово Кунгурского уезда Пермской губернии (ныне — бывшая деревня в Шалинском районе Свердловской области) в крестьянской семье. Его отец — Калинник Гаврилович Волегов, женатый на Марии Георгиевне — был лесопромышленником. По вероисповеданию семья была старообрядческой. Игнатий окончил реальное училище в Санкт-Петербурге, после чего, в 1916 году, прошёл трёхмесячный курс в Первой Ораниенбаумской школе прапорщиков. Выпустившись из школы с соответствующим чином (прапорщика), он позднее стал подпоручиком, а в годы Гражданской войны — поручиком (в августе 1919 года, со старшинством с февраля 1917).
Волегов являлся участником боевых действий Первой мировой войны: он воевал на Румынском фронте в составе Луковского 242-го пехотного полка, в котором он находился вплоть до своей демобилизации в феврале 1918 года. Был начальником учебной команды в полку. С весны—лета 1918 года Игнатий Каллиникович принимал участие в антибольшевистском движении в составе повстанческих и казачьих частей Оренбургского казачьего войска: в родной деревне он был выбран командиром народной дружины.
Партизанский отряд Волегова из почти трёх сотен человек контролировал крупную лесную территорию от Староуткинского завода до станции Кузино и от Шали до Кунгура. После взятия белогвардейцами Екатеринбурга Волегов распустил свой отряд. Позже он сражался на Уфимском фронте, был «в прикомандировании» к 12-му Оренбургскому казачьему полку 4-й отдельной Оренбургской казачьей бригады, в которую, помимо 12-го, входил также и 18-й Оренбургский казачий полк.
В конце марта 1919 года Волегов был тяжело ранен. В 1920—1922 годах он стал участником Сибирского Ледяного похода, числясь офицером казачьей бригады. После окончания активной фазы Гражданской войны, он оказался в эмиграции в Китае. В Маньчжурии Волегов работал в пекарне и на кожевенном заводе, где выучился обработке и покраске кожи. Жил в Хайларе, где завёл собственное дело: сначала занимался производством обуви, позднее — животноводством. В 1957 году он вместе с семьёй переехал на Австралийский континент, где проживал в Мельбурне и Джилонге.
Скончался 7 декабря 1966 года в австралийском Джилонге, успев закончить книгу воспоминаний о событиях и участниках Ледяного похода, переиздающуюся до сих пор.

## Награды
- Орден Святого Станислава 3 степени с мечами и бантом (в период Первой мировой войны): «за усердную службу и подготовку пяти маршевых рот»[2]
- Орден Святого Владимира 4 степени (в период Первой мировой войны)[1]

## Произведения
- Волегов И. Воспоминания о Ледяном походе / Recollection of the Ice march: 1918-1922. — [Австралия] : изд. А. Волеговой. — Данденонг, Виктория: Тип. Г. А. Павлова, 1988. — 273 с. — ISBN 0-7316-3683-X.
- Волегов И. Воспоминаниях о Ледяном походе // Сибирь. — Иркутск, 2003. — № 5.

## Семья
Был женат на уроженке Миасса Антонине Федоровне Антоновой. В семье в 1929 году родилась дочь Галина, проживавшая в 2013 году в Мельбурне: в первом браке она носила фамилию Сухова, во втором — Кучина.